# Hadrospora
Hadrospora is een monotypisch geslacht van schimmels behorend tot de familie Phaeosphaeriaceae. Het bevat alleen  Hadrospora fallax.